# 14 tháng 7
Ngày 14 tháng 7 là ngày thứ 195 (196 trong năm nhuận) trong lịch Gregory. Còn 170 ngày trong năm.

## Sự kiện
- 756 – Loạn An Sử: Đường Minh Hoàng chạy khỏi kinh sư Trường An trong lúc quân An Lộc Sơn tiến gần đến thành.
- 1223 – Louis VIII trở thành Quốc vương Pháp sau cái chết của cha, Philippe II.
- 1420 – Lực lượng Hussite Séc dưới quyền Jan Žižka giành thắng lợi quyết định tại Đồi Vítkov trước Thập tự quân dưới quyền Hoàng đế Thánh chế La Mã Sigismund.
- 1789 – Bắt đầu Cách mạng Pháp: các công dân Paris tấn công ngục Bastille và giải thoát bảy tù nhân. Ngày này được lấy làm ngày quốc khánh Pháp hiện nay.
- 1881 – Billy the Kid bị bắn chết bởi Pat Garrett trước Pháo đài Sumner.
- 1900 – Quân đội của Liên quân tám nước chiếm Thiên Tân trong sự kiện Phong trào Nghĩa Hòa Đoàn.
- 1928 – Thành lập Tân Việt cách mạng Đảng ở Việt Nam.
- 1948 – Palmiro Togliatti, lãnh đạo Đảng Cộng sản Ý, bị bắn gần tòa nhà Quốc hội Ý.
- 1958 – Cách mạng Iraq: Chính quyền quân chủ bị lật đổ bởi Abdul Karim Kassem, nhà lãnh đạo mới của nước này.
- 1969 – Chiến tranh Bóng đá: El Salvador và Honduras nổ ra cuộc chiến 100 tiếng đồng hồ. Kết thúc ngày 18 tháng 7 năm 1969.
- 2003 – Chính phủ Hoa Kỳ thừa nhận sự tồn tại của "Vùng 51".
- 2007 – Nga rút khỏi Hiệp ước hạn chế vũ khí thông thường ở châu Âu.
- 2015 – Phi thuyền New Horizons tiếp cận Sao Diêm Vương ở khoảng cách 12.500 km, trở thành tàu thăm dò đầu tiên khám phá hành tinh lùn này.

## Sinh
- 1602 – Hồng y Mazarin, thủ tướng Pháp 1642–1661
- 1743 – Gavrila Romanovich Derzhavin nhà thơ Nga Thời kỳ Khai sáng
- 1862 – Gustav Klimt, họa sĩ, nghệ sĩ tạo hình người Áo (m. 1918)
- 1916 – Thái Văn Lung, luật sư, chính khách Việt Nam (m. 1946)
- 1977 – Victoria, Thái nữ Thụy Điển, Nữ Công tước xứ Västergötland

## Mất
- 1893 – Nguyễn Phúc Miên Kháp, tước phong Tuy An Quận công, hoàng tử con vua Minh Mạng (s. 1828)
- 1998 – Nguyễn Ngọc Loan, Thiếu tướng Quân lực Việt Nam Cộng hòa (s. 1930)
- 1972 – Nguyễn Trọng Bảo, Chuẩn tướng Quân lực Việt Nam Cộng hòa (s. 1925)

## Những ngày lễ và kỷ niệm
- Pháp: Quốc khánh